# Sasa Bay
Sasa Bay är en vik i Guam (USA).   Den ligger i kommunen Piti, i den västra delen av Guam, 8 km väster om huvudstaden Hagåtña. 